# جکسون جانکشن (آیووا)
جکسون جانکشن (به انگلیسی: Jackson Junction) شهری در ایالت آیووا کشور ایالات متحده آمریکا است که جمعیت آن در سرشماری سال ۲۰۱۰ میلادی، ۵۸ نفر بوده‌است.